# General Alvear (Buenos Aires)
Pour les articles homonymes, voir General Alvear.
General Alvear est une localité argentine située dans le partido homonyme, dans la province de Buenos Aires.

## Histoire
La municipalité de General Alvear a été créée par la loi provinciale no 595 adoptée le 19 juillet 1869 et promulguée le 22 juillet 1869.

## Démographie
La localité compte 11 130 habitants (Indec, 2010), ce qui représente une augmentation de 2,7 % par rapport au recensement précédent de 2001 qui comptait 9 548 habitants.